# Маслов, Александр Яковлевич
Алекса́ндр Я́ковлевич Ма́слов (5 июня 1928 года, Андижан, Узбекской ССР, СССР — 1995, Санкт-Петербург) — советский и русский учёный, один из крупнейших отечественных ученых в области эксплуатации сложных систем. Полковник, доктор технических наук с 1973 г., профессор с 1975 г.
За время научно-педагогической деятельности опубликовал около 150 работ, из них: 9 учебников, 4 монографии, 38 учебно-методических работ, 29 статей и 47 отчетов о НИР и 9 авторских свидетельств.

## Биография
Родился в 1928 году. С 1946 года по 1949 год учился в 1-м Московском Военном авиационном училище связи. В 1958 году окончил Ленинградскую Краснознаменную Военно-Воздушную Инженерную Академию (ЛКВВИА) имени А. Ф. Можайского по специальности «Эксплуатация радиотехнических средств ВВС». В 1965 году защищает кандидатскую диссертацию. С 1965 г. по 1971 г. — преподаватель ЛВИА имени А. Ф. Можайского. С 1971 г. по 1976 г. — заместитель начальника 61 кафедры. С 1976 г. по 1988 г. — начальник 61 кафедры. С 1988 г. по 1995 г. — профессор 61 кафедры ВИКА имени А. Ф. Можайского.

## Научно-педагогическая деятельность
Кандидатскую диссертацию защитил в 1965 г., докторскую в 1973 г. В 1975 г. ему присвоено учёное звание профессора.
Область научных интересов профессора Маслова А. Я. охватывала широкий круг вопросов улучшения значений эксплуатационно-технических характеристик образцов вооружения и военной техники (ВВТ). Наиболее значительные результаты получены в направлениях увеличения сроков активного функционирования космических аппаратов (КА) связи и ретрансляции информации и совершенствования системы технического обслуживания и ремонта ВВТ.
Отличительные черты научной деятельности профессора Маслова А. Я. — широкий кругозор, целеустремленность в решении сложных проблем, умение довести теоретические разработки до реализации.
Под непосредственным руководством профессора Маслова А. Я. проведен комплекс теоретических и экспериментальных работ по изменению системы технического обслуживания и ремонта ВВТ, в которых участвовало около 30 научно-исследовательских организаций и учебных заведений, около 200 войсковых частей. На основе полученных результатов в 1985 г. введена в действие новая система ТО и ремонта ВВТ. За счет этого существенно снижены затраты на эксплуатацию ВВТ.
Профессор МАСЛОВ А. Я. инициировал проведение и в течение 10 лет руководил работой постоянно-действующего межвузовского семинара по проблемам эксплуатации ВВТ. Этот семинар стал, по существу, школой подготовки специалистов в области обеспечения высокой эксплуатационной надежности ВВТ. Всего профессором МАСЛОВЫМ А. Я. подготовлено 5 докторов и 32 кандидата технических наук. Это, несомненно, выдающееся достижение. Ученики Александра Яковлевича трудятся на предприятиях космической отрасли, в частях управления и запуска, в ВИКА им. А. Ф. Можайского.
Высокий научный авторитет профессора Маслова А. Я. подтверждается пятнадцатилетней работой в экспертном совете ВАК. В течение 25 лет он одновременно являлся членом 4 диссертационных советов.
Александр Яковлевич награждён знаками «Почетный радист СССР», «Высшая школа. За отличные успехи в работе», Почетный профессор ВИКА им. А. Ф. Можайского, был избран Академиком Академии космонавтики им. К. Э. Циолковского (1994), ему присвоено почетное звание «Заслуженный деятель науки и техники РФ».
Но сам по себе перечень званий значит не очень много в сравнении с масштабом личности Александра Яковлевича. Это личность высочайшего творческого накала, оптимист, жизнерадостный и общительный человек. Он до последних дней был полон конструктивными идеями и щедро делился ими с другими. Одна из задач, решением которой он занимался в последнее время — возобновление в новых социально-экономических условиях деятельности постоянно-действующего семинара по проблемам эксплуатации космических систем, придав ему статус межвидового и посвятив его работу решению чрезвычайно актуальных вопросов создания ресурсосберегающих методов эксплуатации космических систем.

## Труды
Наиболее значимые труды:
- Организация и обеспечение связи, МО СССР, 1981 г.
- Электрорадиоизмерения и испытания радиоэлектронной аппаратуры», МО СССР, 1983 г.
- Эксплуатация автоматизированных систем управления», МО СССР, 1984 г.
- Оптимизация радиоэлектронной аппаратуры», «Радио и связь», 1982 г.
- Повышение надежности радиоэлектронной аппаратуры», «Советское радио», 1972 г.